# Absorción osmótica
La absorción osmótica (o bien ósmosis) de las células se realiza en el momento que el agua pasa de una zona de menor concentración, como suele ser el exterior de la célula, a una zona de mayor concentración de solutos, como el citoplasma de la célula, y arrastra con ella algunas moléculas de tamaño pequeño, que son "absorbidas" por la célula.
Para llevar a cabo este proceso, las células tienen que tener en cuenta la presión osmótica, puesto que si esta es mayor a la de la célula, hace imposible el llevar a cabo la absorción osmótica.
- Datos: Q5655447